# L'Âme du mal
L'Âme du mal est un roman thriller de Maxime Chattam, publié en 2002 aux éditions Michel Lafon.
Le roman est lauréat du Prix Sang d'encre et fait partie de la « Trilogie du mal » dont il est le premier volume (les deux suivants étant In Tenebris et Maléfices). Cette trilogie a rencontré un énorme succès puisqu'elle s'est écoulée à 400 000 exemplaires.
L'histoire se situe en automne 2000 dans la ville de Portland. En ayant recours au profilage criminel, Joshua Brolin, inspecteur de police trentenaire, se lance à la poursuite d'un tueur en série. Juliette Lafayette, jeune étudiante en psychologie, est enlevée par Leland Beaumont, le tueur en série. Il est abattu d'une balle dans la tête par Joshua Brolin, sauvant de justesse la jeune femme. Un an plus tard, une femme dont le corps est atrocement mutilé est découverte dans un squat situé dans un jardin public de Portland. L'autopsie de la malheureuse révèle que le meurtre a été effectué selon le même rituel qu'opérait Leland Beaumont. Joshua Brolin prend alors l'enquête en main, pendant que la ville se fait l'écho du retour du « fantôme » de Leland. Puis une étrange lettre est adressée à la police avant qu'un second meurtre tout aussi cruel ne soit commis. Protégeant Juliette terrorisée, Joshua Brolin s'engage dans une véritable course contre la montre.

## Résumé
Le roman est formellement divisé en trois parties, de longueurs différentes. Chacune d'elles correspond à une période temporelle spécifique.

### Première partie
Chapitres 1 à 3.
L'histoire commence par la disparition d'un enfant en bas âge au début des années 1980 dans un centre commercial, alors que sa mère l'avait autorisé à rester au rayon des jouets (on n'apprendra qu'en fin de roman qui a enlevé l’enfant et pourquoi).
Alors que Juliette Lafayette revient de chez son amie Camélia McCoy, un homme mystérieux l'endort par chloroforme et l'enlève. Entre-temps, Joshua Brolin enquête sur le corps d'une femme retrouvée noyée, dont le front a été brûlé par un puissant acide. Deux autres victimes ont subi cette même torture, toutes ont eu les mains sectionnées. L'autopsie détermine la présence d'une algue présente dans un seul étang à proximité de Portland. La chance sourit à Brolin qui apprend du shérif du comté qu'il connaît un homme vivant seul dont la passion est la fabrication de sculptures de mains. Aidé du shérif, Brolin part immédiatement à la maison de cet homme, Leland Beaumont. Il le surprend sur le point de tuer Juliette, il l'abat sans hésiter, sauvant Juliette.

### Deuxième partie
Chapitres 4 à 53.
Une année s'est écoulée depuis les événements évoqués dans la première partie. Brolin et Lafayette ont été oubliés par la presse ; ils ont maintenu des liens téléphoniques cordiaux. Brolin est averti de la découverte du cadavre d'une femme nue dans un squat situé dans un parc de Portland. Des atrocités ont été commises sur son corps (nombreux et violents coups de couteau, pubis lacéré), son front a été brûlé à l'acide, ses avant-bras ont été découpés avec une certaine adresse et emportés par le tueur. Dépêché sur les lieux, Brolin ne tarde pas à comprendre les similitudes troublantes aux horribles meurtres perpétrés par Beaumont.
Une fois l'autopsie réalisée par le docteur Folstom, Brolin commence à mieux cerner l'assassin qui dépersonnalise ses victimes, les considérant comme des objets sans valeur. Une lettre est envoyée à la police, écrite avec le sang de la victime. Recevant elle-aussi une copie de cette lettre à son domicile, Juliette, apeurée, se rapproche de Brolin. Celui-ci l'impliquant dans l'enquête, elle découvre alors que les vers de la lettre proviennent de la Divine Comédie de Dante Alighieri. Brolin en déduit que le « fantôme » de Leland n'est que l'exécutant qui obéit aux ordres d'une tierce personne qu'il appellera dorénavant le Corbeau.
Deux jours plus tard, une seconde lettre est envoyée à la police dissimulant l'indication d'une cachette dans Portland. Il s'agit d'une station d'égout où est retrouvée la seconde victime tout aussi sauvagement mutilée : ses jambes ont été sectionnées ; une fois encore le front de la jeune femme a été brûlé à l'acide. La police scientifique découvre un indice : des traces de pneu. D'abord convaincu d'avoir trouvé le véhicule de l'assassin, Brolin réalise qu'elle appartient à la malheureuse, donnant une nouvelle piste qui lui permet de l'identifier : Elizabeth Stinger. Cette piste l'amène à la voiture de la victime, une Mercury Capri 1977, garée dans le parking d'un hôpital tout proche du lieu du crime.
Une idée vient alors à l'esprit de Brolin : tendre un piège à l'assassin. Par le biais d'une conférence de presse donnée par le capitaine Chamberlain, celui-ci provoque publiquement le tueur en série en affirmant qu'il serait bientôt arrêté. Alors qu'un dispositif de plusieurs commandos des SWAT est mis en place, l'assassin mord à l'hameçon. Il parvient néanmoins à échapper de justesse aux forces de l'ordre grâce à une plaque d'égout située à côté de lui. Les enquêteurs découvrent qu'il a abandonné un mégot de cigarette.
Entre-temps, pour se détendre, Juliette et Camélia rendent visite à Anthony Desaux, un riche bourgeois qui possède une étonnante bibliothèque, dans laquelle Juliette trouve des recueils anciens traitant de magie noire, démonologie et arts occultes. Elle y voit une aide inespérée pour l'enquête de Brolin.
Se sentant honteux d'avoir manqué de peu la capture du tueur, Brolin sent le poids de cet échec sur ses épaules. Il reprend cependant espoir car il découvre pourquoi le meurtrier brûle le front de ses victimes à l'acide : celui-ci y grave à l'aide d'un couteau un symbole étrange, mais appuyant trop fort, il ne s'est jamais aperçu qu'il entaillait profondément le crâne des malheureuses, « signant » son acte malgré lui. Juliette emmène alors Brolin à la bibliothèque de son nouvel ami Desaux, dans laquelle ils finiront par se déclarer leur flamme. Ils identifient alors le symbole en question : il s'agit d'une protection contre l'âme des défunts. Pour Brolin, le puzzle s'assemble peu à peu, il retrouve aussitôt le moral et l'enquête est relancée. Le laboratoire identifie l'ADN du tueur sur son mégot : c'est celui de Leland Beaumont, pourtant mort et enterré. Aidé par Meats et Cotland, Brolin décide d'exhumer le corps de Beaumont. Une surprise de taille les attend : sa tombe est totalement vide !

### Troisième partie
Chapitres 54 à 75.
Une nouvelle lettre est envoyée par le tueur : celui-ci change de ton et annonce des représailles. Il s'en prend peu après à Juliette en tuant cruellement sa meilleure amie, Carmélia, toujours selon le même rituel. Mais dans cette soif de vengeance, il commet une erreur.
Pendant ce temps, Brolin rend visite à Milton Beaumont, le père de Leland Beaumont, un homme en apparence arriéré qui vit isolé. Peu accueillant, celui-ci répond aux questions de Brolin de façon évasive. Brolin obtient de lui un peu de sa salive, pour identifier son ADN.
Le lendemain, l'identité de la toute première victime dont les bras avaient été prélevés est enfin établie : Anita Piaseka, jeune et belle femme. La victime a objectivement un lien avec Elizabeth Stinger : elles ont été engagées toutes les deux pour des séances de photos à destination d'un catalogue de vêtements féminins. Cotland fait une surprenante découverte à ce sujet : leurs photos montrent leurs membres nus, les bras d'Anita portant un maillot sans manche et les jambes d'Elizabeth portant une jupe courte. Brolin comprend alors que les deux tueurs sont fétichistes, bien qu'il ignore toujours leurs motivations profondes.
La découverte du corps de Camélia est un nouveau choc pour toute l'équipe. Brolin culpabilise encore plus, malgré le réconfort que lui procure Juliette. Celle-ci se remet en question et tente d'exorciser ses peurs. Réalisant la dernière volonté de son amie (disperser ses cendres dans la Columbia River), elle demande aux agents qui veillent sur elle de la laisser seule. Elle trompe leur vigilance et se rend à la maison où elle fut retenue prisonnière un an auparavant par Leland.

## Personnages
- Joshua Brolin : personnage principal, inspecteur de police trentenaire formé au FBI qu'il quittera pour travailler sur le terrain. Intelligent et pragmatique, celui-ci s'entoure d'amis mais néanmoins collègues efficaces pour dénouer toutes ses affaires. Il sauve Juliette Lafayette en abattant Leland Beaumont, et devient aussitôt un héros éphémère. Très apprécié et respecté de ses proches collègues, l'enquête lui est confiée dès l'apparition d'un nouveau meurtre.
- Juliette Lafayette : jeune étudiante en psychologie, enlevée par Leland Beaumont et sauvée par Joshua. Le considérant comme un héros, elle se libère peu à peu du traumatisme de sa captivité grâce à la présence de Joshua. Intelligente et cultivée, elle offrira une aide précieuse à Joshua, si bien qu'ils deviendront de plus en plus proches.
- Larry Salhindro : policier de plus de vinqt-cinq ans de carrière qui apprécie travailler avec Brolin.
- Carl DiMestro : technicien supérieur de la police scientifique, dont l'aide sera déterminante pour Brolin.
- Capitaine Chamberlain : le chef de la police de Portland, homme nerveux et sous pression constante du maire et de l'attorney. Il recevra l'ordre de placer Bentley Cotland parmi les enquêteurs et obéira contre son gré. Néanmoins, son soutien envers ses hommes est sans faille.
- Sydney Folstom : médecin légiste, femme aux abords cyniques qui pratique les autopsies des victimes. Plutôt hautaine, elle accueille froidement Brolin mais reste professionnelle. Au fur et à mesure que l'enquête progresse, une forme de respect s'installe entre eux.
- Bentley Cotland : neveu de l'attorney Gleith, il rejoint l'équipe chargée de l'enquête. Mal considéré au départ puisque parachuté et protégé par son oncle, il s'adapte tant bien que mal à l'enquête et finit par apprécier Brolin qu'il décide d'aider du mieux qu'il peut.
- Attorney Gleith : procureur élu de la ville, il impose la présence de son neveu dans la police afin de compléter sa formation avant que celui-ci ne devienne lui-même procureur.
- Camélia McCoy : la seule amie et confidente de Juliette Lafayette dans la ville. Divorcée, elle se démène pour redonner la joie de vivre à son amie dix ans plus jeune qu'elle. Elle l'amène à se poser des questions sur sa vie, en particulier sur l'idylle naissante entre Brolin et elle.
- Anthony Deseaux : millionnaire d'origine française et ami de Camélia McCoy. Possédant une immense bibliothèque contenant des ouvrages ésotériques, il propose à Juliette et Joshua d'y mener des recherches qui s'avèrent payantes pour leur enquête.
- Anita Piaseki : la première victime de Wayne Beaumont, dont il découpe les avant-bras après l'avoir horriblement tuée à coups de couteaux.
- Elizabeth Stinger : deuxième victime de Wayne Beaumont qui lui soustrait les jambes.
- Leland Beaumont : tueur en série ; il tue trois femmes, tout en prélevant les mains de l'une d'elles.
- Wayne Beaumont : tueur en série ; il est l'auteur de la seconde vague de crimes rituels. Il tue deux femmes dont il coupe pour l'une les avant-bras, pour l'autre les jambes.
- Milton Beaumont : père de Leland et Wayne Beaumont.

## Le héros: Joshua Brolin
Pour les articles homonymes, voir Brolin.
Joshua Brolin laisse l'image d'un homme attachant. Outre ses qualités professionnelles, il n'en reste pas moins un homme avec des faiblesses. Célibataire, il se détend sur des jeux vidéo, laissant penser qu'il réagit comme un adolescent, n'ayant pas de vie de famille. Le lecteur comprend assez vite qu'il s'agit là de son seul et unique moyen de décompresser. Il s'est également fixé l'objectif de ne plus fumer et ne plus boire de café, malgré la très forte pression qu'il subit en permanence.
Sur son aspect professionnel, il se distingue par sa facilité de s'incarner dans les tueurs en série, sans pour autant les haïr, gardant ainsi toute sa lucidité. Pour mieux les appréhender, il cherche en permanence à penser comme eux et à simuler les faits et gestes pour anticiper leurs meurtres. Il ne pourra rien faire pour toutes les victimes, bien qu'il résolve toute l'affaire avec l'aide de ses collègues et amis.
Alors qu'il abat Leland Beaumont, Brolin n'en éprouve aucune fierté, soulagé d'avoir sauvé une innocente. Dans son humilité, il reste très embarrassé dès que quelqu'un ressasse cet épisode qui lui reste très dur à assumer. Tuer une personne, aussi cruelle soit-elle, n'est jamais pour lui une décision facile.
Brolin essuie un terrible échec lorsque Beaumont échappe de peu au piège qui lui est tendu, plutôt que de se lamenter, il se concentre de nouveau sur son enquête et sa ténacité n'en est que plus admirable. Cette même ténacité force l'admiration, mais surtout l'amitié de ses collègues, gagnant même celle de Cotland.
La mort tragique de Juliette le laisse avec un sentiment d'une profonde injustice : Brolin, humble et modeste, n'est nullement récompensé de ses investigations. Il conquiert le cœur de Juliette, le motivant pour traquer et affronter les Beaumont. Juliette l'aime déjà au fond d'elle-même, voyant en lui son sauveur. Le lecteur se doute qu'ils finiront par se l'avouer. C'est le cas dans un moment assez inattendu, alors qu'ils font des recherches dans la bibliothèque d'Anthony Deseaux, donnant un petit soupçon d'érotisme et de volupté dans ce roman noir. Ainsi Brolin est capable d'être amoureux, lui conférant un équilibre par rapport à sa traque continuelle de dangereux et sanguinaires criminels.